# 李遇陛
李遇陛（?—?），江西丰城人，清朝政治人物。举人出身。
李遇陛曾于1696年接替秦至任娄县知县一职，1702年由郑昆璋接任。